# Sedum candolleanum
Sedum candolleanum là một loài thực vật có hoa trong họ Crassulaceae. Loài này được G.López miêu tả khoa học đầu tiên năm 1994.